# 奧迪安·恩哈路
奧迪安·祖德·伊加洛（英語：Odion Jude Ighalo；1989年6月16日—）是尼日利亞的職業足球運動員，司職前鋒，現效力於沙特职业足球联赛球队艾維達。

## 生平
伊加洛在尼日利亚旧都拉各斯的一个名叫Ajegunle的地区，于1989年6月16日出生。
伊加洛在尼日利亚联赛的Prime和Julius Berger FC俱乐部开始了自己的足球生涯。随后，他加盟了挪威球队利恩。2010年，伊加洛与意甲俱乐部乌迪内斯签约，又被租借到其他球队，效力过格拉纳达、切塞纳以及沃特福德。2014年，沃特福德正式签下了伊哈洛。2015年伊加洛表现出色，一度获得英超月最佳球员称号。2015年3月伊加洛获得尼日利亚国家队征召。2017年1月，伊加洛加盟中超球队长春亚泰，之后又加盟上海申花，并帮助球队拿下一座足协杯冠军。2020年2月1日，伊加洛租借加盟曼联。

## 评价
舒梅切尔:“伊加洛算得上是曼联历史最让人惊喜的签约之一。”

## 榮譽

### 球會
上海申花
- 中國足協盃冠軍 : 2019

希拉爾
- 沙烏地職業足球聯賽冠軍 : 2021–22

### 國家隊
尼日利亞
- 非洲國家盃季軍 : 2019

## 外部連結
- 奧迪安·恩哈路在BDFutbol中的档案
- 足球数据库：奧迪安·恩哈路的球员统计数据
- 奧迪安·恩哈路在 National-Football-Teams.com 上的出场纪录
- 奧迪安·恩哈路 – FIFA國際賽競賽紀錄 (存檔)
- Lyn official profile （页面存档备份，存于） （挪威文）